# Beerenburg
Beerenburg é uma bebida herbal destilada, originária dos Países Baixos, com um teor alcoólico de cerca de 30%.

## Origem
O beerenburg original começou a ser produzido no início do século XVII, por destiladores de jenever de Amsterdã que usavam uma mistura secreta de especiarias preparada pelo comerciante de ervas Hendrik Beerenburg. Ele tinha uma loja localizada no Stromarkt de Amsterdã, e seu sobrenome nomeia a bebida. A mistura de temperos se tornou particularmente populares entre velejadores da Frísia, que acreditavam que as ervas em infusão em jenever ou conhaque tinham efeitos medicinais. Por causa disso, diversos farmacêuticos da região começaram a fazer sua própria bebida.
Quando as ervas são destiladas em uma base de jenever, a bebida é chamada de berenburg. No entanto, se as ervas são destiladas em conhaque, a bebida é chamada apenas de bitter ou licor herbal.

## Ingredientes
Dezenas de ervas e temperos diferentes podem ter sido utilizados para a receita original da mistura. São mencionados cálamo, centauro, alcaçuz, sândalo, raiz de genciana, louro e zimbro. Nas versões que são vendidas atualmente, também incluem-se absinto, artemísia, malva, e sálvia.
No século XIX, já havia diversas variações do beerenburg sob outros nomes. Há muitas distinções ortográficas nos registros do nome da bebida: ela pode ser encontrada também como Beerenburg, Berenburg e Berenburger; em frísio, bearenboarch.
A destiladora Weduwe Joustra, em Sneek, mantém-se como única detentora dos direitos para a escrita do nome da bebida como Beerenburg.

## Popularidade e consumo
Apesar da origem de em Amsterdã, a bebida se tornou popular principalmente na Frísia e, em menor grau, em Groningen e Drenthe.
O Dokkumer koffie, um tipo de café, é uma especialidade frísia que utiliza beerenburg em sua preparação. A bebida é misturada com café e servida com creme chantili, e é similar ao Irish coffee.